# Acteon yamamurae
Acteon yamamurae is een slakkensoort uit de familie van de Acteonidae. De wetenschappelijke naam van de soort is voor het eerst geldig gepubliceerd in 1976 door Habe.